# Килрейн
Килрейн (англ. Kilrane; ирл. Cill Ruáin) — деревня в Ирландии, находится в графстве Уэксфорд (провинция Ленстер).

## Демография
Население — 432 человека (по переписи 2006 года). В 2002 году население составляло 309 человек.
Данные переписи 2006 года:
| Общие демографические показатели |               |                               |                               |      |      |
| Всё население                    | Всё население | Изменения населения 2002—2006 | Изменения населения 2002—2006 | 2006 | 2006 |
| 2002                             | 2006          | чел.                          | %                             | муж. | жен. |
| 309                              | 432           | 123                           | 39,8                          | 205  | 227  |